# Assen

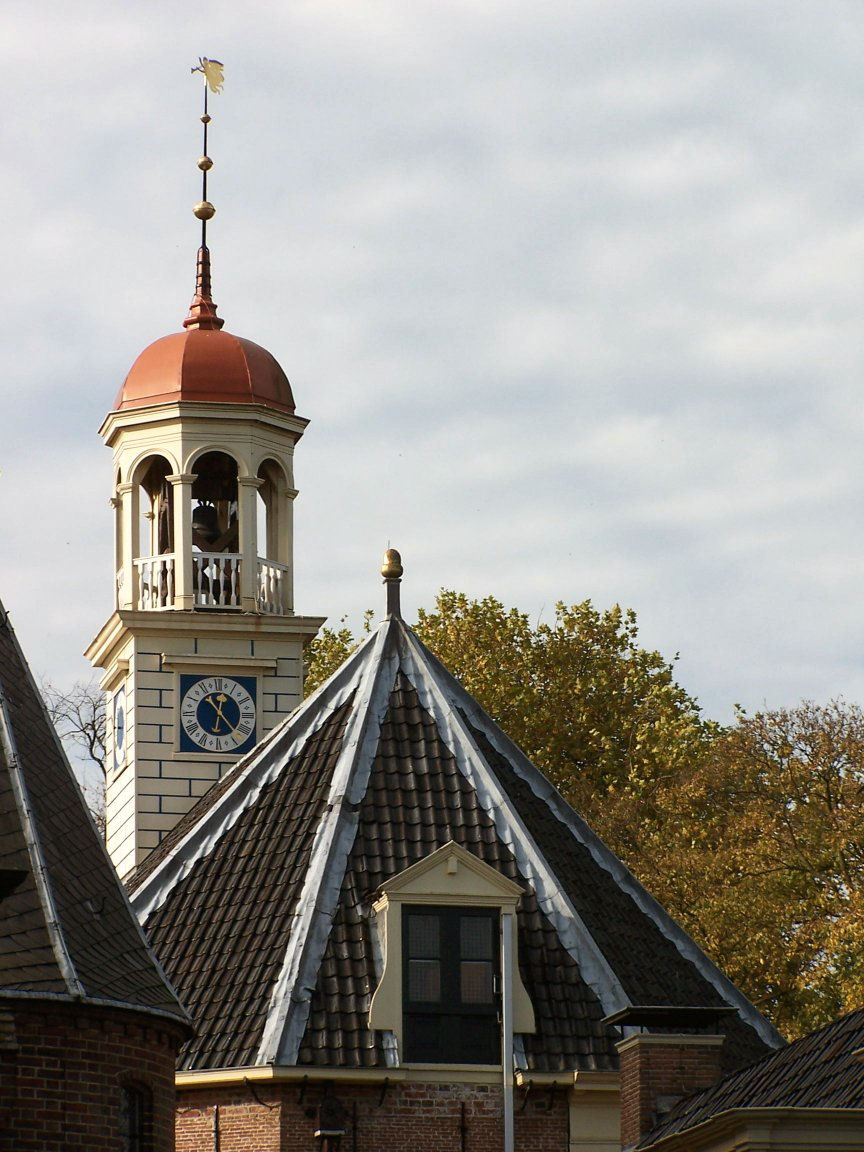
Klosterkirche Assen

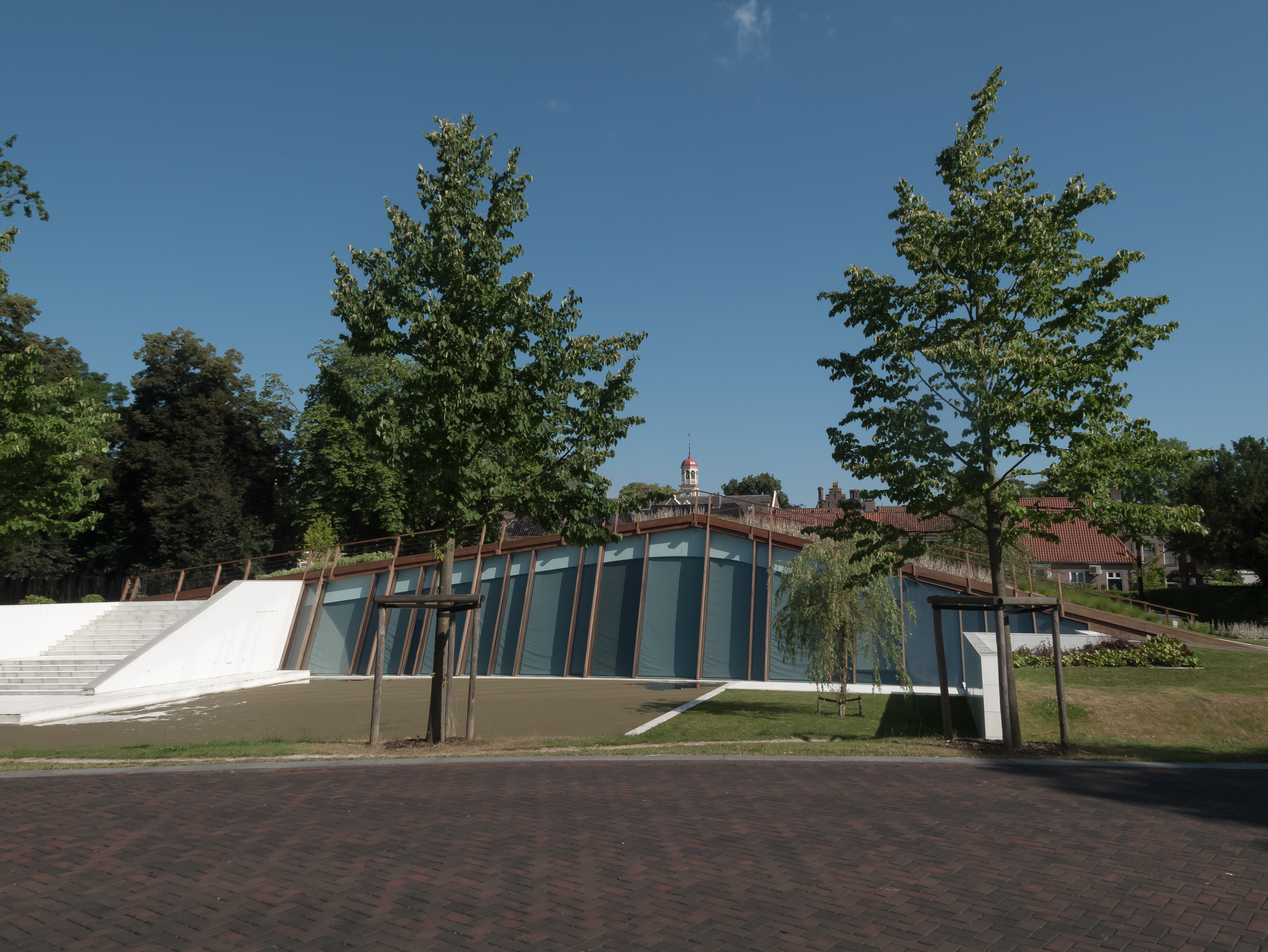
Erweiterung Drents museum

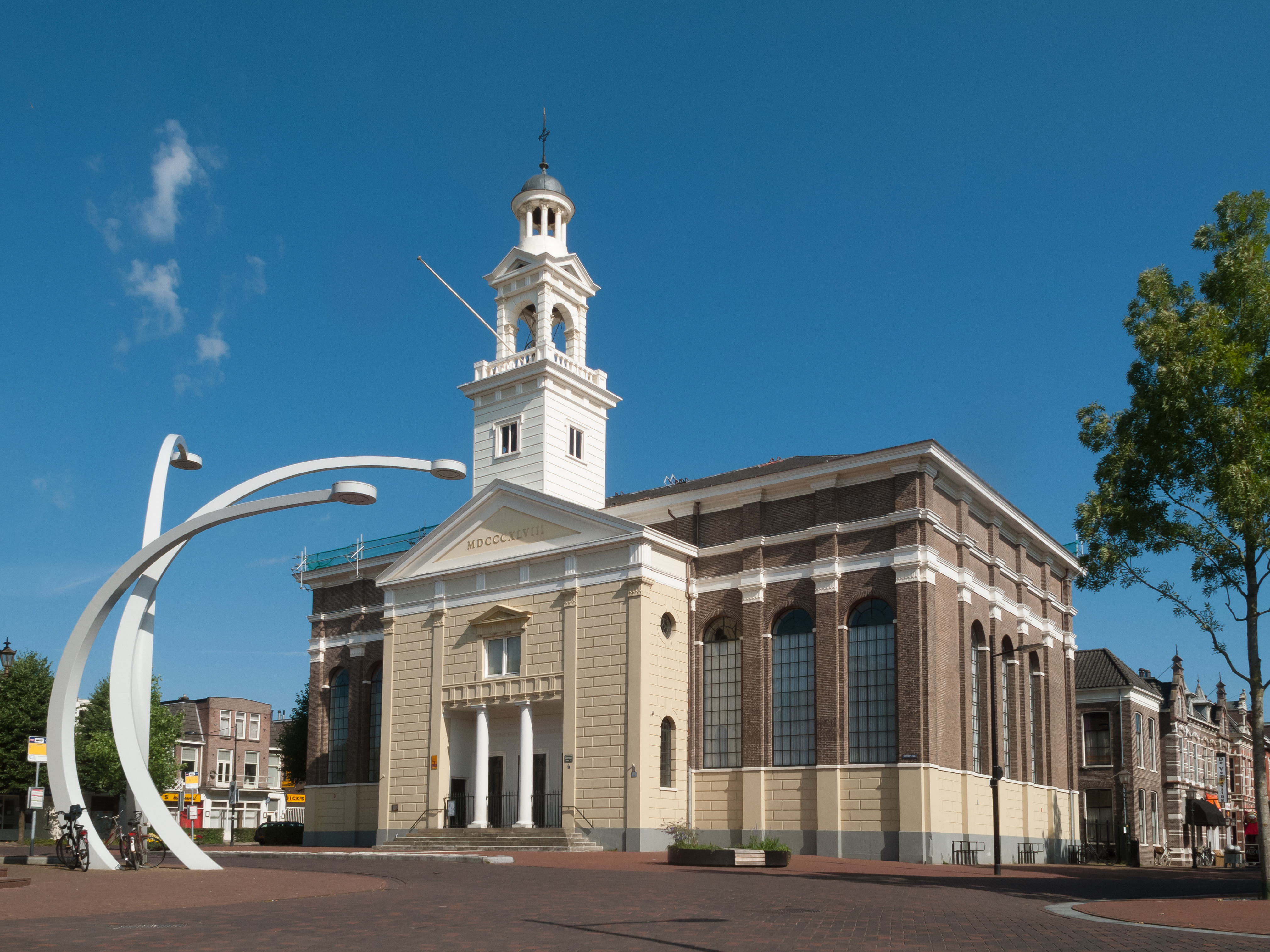
Kirche: de Jozefkerk

Assen (anhörenⓘ) ist eine Gemeinde und Stadt in der niederländischen Provinz Drenthe. In Assen befindet sich der Sitz der Provinz. Die Gemeinde hat 70.395 Einwohner (Stand 1. Januar 2025). Sie liegt auf einem Flugsandrücken im Norden der Provinz Drenthe.

## Geschichte
1258 wurde das Nonnenkloster Sankta Maria aus Coevorden an die Stelle verlegt, an der heute die Ortschaft Assen liegt. Die in dieser Zeit angelegten Gräben um das Kloster wurden im Laufe der Zeit zugeschüttet, sodass heute nur noch die Straßennamen an sie erinnern. 1602 wurde das Kloster aufgegeben. Die Räumlichkeiten des Klosters wurden daraufhin vom Gedeputeerdenkolleg als Versammlungsräume genutzt. Im 17. Jahrhundert entstand innerhalb der noch vorhandenen Gräben die Ortschaft Assen. Erst im 18. Jahrhundert dehnte sich diese über die Gräben in die Umgebung aus und aus dem bis dahin unscheinbaren Ort wurde eine Stadt. 1807 wurden auf Geheiß des Königs Louis Bonaparte, der sich der arme Bevölkerung Drenthes ganz besonders widmete und große Entwicklungsmöglichkeiten sah, die umliegenden freien Dörfer nach Assen eingemeindet, sodass der Ort 1809 Stadtrechte erhielt. 1814 wurde Assen zur Hauptstadt der Provinz Drenthe.
Im Zweiten Weltkrieg besetzte die Wehrmacht beim Überfall auf die Niederlande am 10. Mai 1940 die Stadt Assen.
Am 13. März 1978 überfielen extremistische Mitglieder der auf den Molukken lebenden Ambonesen das Gebäude der Provinzregierung in Assen und nahmen 70 Personen als Geiseln. In einem Ultimatum forderten sie die Freilassung von 21 südmolukkischen Gefangenen sowie Bus und Flugzeug zur Ausreise. Niederländische Elitesoldaten befreiten die Menschen am Tag darauf. Eine Geisel starb kurze Zeit später an den bei der Befreiungsaktion erlittenen Verwundungen. Die an der Tat beteiligten Ambonesen wurden im Strafprozess zu 15 Jahren Haft verurteilt.
| Bevölkerungsentwicklung | Bevölkerungsentwicklung | Bevölkerungsentwicklung | Bevölkerungsentwicklung | Bevölkerungsentwicklung | Bevölkerungsentwicklung | Bevölkerungsentwicklung | Bevölkerungsentwicklung | Bevölkerungsentwicklung | Bevölkerungsentwicklung | Bevölkerungsentwicklung | Bevölkerungsentwicklung | Bevölkerungsentwicklung |
| ----------------------- | ----------------------- | ----------------------- | ----------------------- | ----------------------- | ----------------------- | ----------------------- | ----------------------- | ----------------------- | ----------------------- | ----------------------- | ----------------------- | ----------------------- |
| Jahr                    | 1951                    | 1961                    | 1971                    | 1981                    | 1991                    | 2001                    | 2004                    | 2007                    | 2010                    | 2013                    | 2016                    | 2019                    |
| Einwohner               | 26.313                  | 29.468                  | 40.471                  | 45.170                  | 50.357                  | 59.004                  | 61.894                  | 64.367                  | 66.870                  | 67.204                  | 67.061                  | 67.963                  |

## Stadtgliederung
Die Stadt hat zehn Stadtteile. Sie sind hier chronologisch angeordnet bis auf die beiden letztgenannten, für die keine weiteren Angaben vorliegen. Die Einwohnerzahlen beziehen sich auf 2024.
1. Centrum (7.165 Einwohner)

Das Zentrum ist der älteste Teil der Stadt. Da sich der Stadtteil im Laufe seiner Entwicklung stark verändert hat, findet man hier Gebäude der verschiedensten Epochen. Mit seinen heute rund 6.590 Einwohnern ist er das Aushängeschild der Stadt, in den sich zahlreiche Geschäfte, aber auch Erholungsmöglichkeiten finden. Hier befindet sich ein Standbild des kleinen Jungen Bartje, einer Hauptfigur aus den Büchern des Autors Anne de Vries.
2. Assen-Oost (9.300 Einwohner)

Der Stadtteil Assen-Oost ist im Laufe des 18. Jahrhunderts entstanden. Entlang des alten Steindeiches findet man eine bevorzugte Wohngegend der Stadt. Der Leitspruch bei der Errichtung dieser Häuser aus den 1920ern war Wohnen wie im Dorf. Auch hier findet man viele verschiedene Stilrichtungen nebeneinander.
3. Noorderpark (8.275 Einwohner)

Der Stadtteil Noorderpark entstand in den 1960er und 1970er Jahren. Die Wohnbebauung entstand zu weiten Teilen entlang der Straßen Venestraat, Molenstraat und Groningerstraat. Die Gebäude an diesen Straßen stammen noch aus den Anfangsjahren des 20. Jahrhunderts. Dieser Stadtteil ist geprägt von Mietwohnungen und Appartements in Reihenhäusern.
4. Pittelo  (3.625 Einwohner)

Die ersten Häuser in Pittelo stammen aus den Jahren zwischen 1969 und 1974, hier wurde städtebaulich ein neuer Weg eingeschlagen. In den Jahren 1975 bis 1976 kam Süd-Pittelo hinzu. In den 1980er und 1990er Jahren begann man, die Lücken in der Bebauung zu schließen. Pittelo gilt mit seinen vielen Grünflächen als der kinderfreundlichste Stadtteil von Assen.
5. Assen-West (4.915 Einwohner)

Dieser Stadtteil entstand in den 1970er und schließt sich an den Stadtteil Pittelo an. Er unterteilt sich in die Viertel Baggelhuizen, Kortbossen und Westerpark.
6. Peelo (6.415 Einwohner)

Der Stadtteil Peelo entstand in seiner heutigen Form in den 1980er Jahren. Hervorgegangen ist er aus einem kleinen Dorf selben Namens.
7. Marsdijk (11.930 Einwohner)

Ab dem Jahr 1986 bis Mitte der 1990er entstand der Stadtteil Marsdijk. Heute Ist er der bevölkerungsreichste Stadtteil von Assen. Auch dieser Stadtteil ist von zahlreichen Reihenhäusern geprägt.
8. Kloosterveen (11.470 Einwohner)

Kloosterveen ist der jüngste Stadtteil von Assen und liegt westlich der Innenstadt. Hier wurden ab Mitte der 1990er rund 5.500 Wohnungen errichtet.
9. Lariks (5.385 Einwohner)
10. Buitengebied (1.220 Einwohner)

## Politik

### Sitzverteilung im Gemeinderat
Der Gemeinderat wird seit 1982 folgendermaßen gebildet:
| Partei             | Sitze a | Sitze a | Sitze a | Sitze a | Sitze a | Sitze a | Sitze a | Sitze a | Sitze a | Sitze a | Sitze a |
| Partei             | 1982    | 1986    | 1990    | 1994    | 1998    | 2002    | 2006    | 2010    | 2014    | 2018    | 2022    |
| ------------------ | ------- | ------- | ------- | ------- | ------- | ------- | ------- | ------- | ------- | ------- | ------- |
| Stadspartij PLOP b | –       | –       | –       | 5       | 8       | 6       | 4       | 4       | 4       | 4       | 5       |
| ChristenUnie       | –       | –       | –       | –       | –       | 4       | 4       | 4       | 5       | 5       | 5       |
| Assen Centraal     | –       | –       | –       | –       | –       | –       | –       | –       | –       | –       | 5       |
| PvdA               | 12      | 14      | 12      | 8       | 8       | 8       | 11      | 8       | 6       | 4       | 3       |
| VVD                | 6       | 5       | 4       | 4       | 4       | 4       | 4       | 5       | 3       | 4       | 3       |
| GroenLinks         | –       | –       | 2       | 2       | 2       | 2       | 2       | 2       | 1       | 4       | 3       |
| D66                | 1       | 1       | 3       | 3       | 1       | 1       | 1       | 4       | 5       | 3       | 3       |
| CDA                | 6       | 6       | 6       | 5       | 4       | 5       | 4       | 4       | 4       | 3       | 2       |
| SP                 | –       | 0       | 0       | 0       | 1       | 1       | 3       | 2       | 4       | 3       | 2       |
| 50PLUS             | –       | –       | –       | –       | –       | –       | –       | –       | –       | 3       | 2       |
| OpAssen            | –       | –       | –       | –       | –       | –       | –       | –       | 1       | –       | –       |
| GPV                | 2       | 2       | 2       | 3       | 3       | –       | –       | –       | –       | –       | –       |
| RPF                | –       | –       | 2       | 3       | 3       | –       | –       | –       | –       | –       | –       |
| SGP                | –       | –       | 2       | –       | –       | –       | –       | –       | –       | –       | –       |
| Stadspartij        | –       | –       | –       | 1       | 0       | –       | –       | –       | –       | –       | –       |
| PPR                | 1       | 1       | –       | –       | –       | –       | –       | –       | –       | –       | –       |
| PSP                | 1       | 1       | –       | –       | –       | –       | –       | –       | –       | –       | –       |
| CPN                | 1       | 1       | –       | –       | –       | –       | –       | –       | –       | –       | –       |
| Gesamt             | 29      | 29      | 29      | 31      | 31      | 31      | 33      | 33      | 33      | 33      | 33      |

Anmerkungen

### Kollegium von Bürgermeister und Beigeordneten
Im Zeitraum von 2018 bis 2022 besteht eine Koalition aus ChristenUnie, GroenLinks, Stadspartij PLOP und VVD. Die Koalitionsparteien sind mit jeweils einem Beigeordneten vertreten. Das Kollegium wurde im Rahmen einer Gemeinderatssitzung am 17. Mai 2018 berufen. Folgende Personen gehören zum Kollegium und sind in folgenden Bereichen zuständig:
| Funktion         | Name                 | Partei                | Ressort | Anmerkung                         |
| ---------------- | -------------------- | --------------------- | --- | --------------------------------- |
| Bürgermeister    | Marco Out            | VVD (bis 2018)        | administrative Koordination, allgemein verwaltungstechnische und rechtliche Angelegenheiten, öffentliche Ordnung und Sicherheit, Feuerwehr, Sicherheitsbereich, Polizei, gesetzliche Aufgaben/Bürgerangelegenheiten, Botschafterfunktion, Geschäftsführung SNN, Kommunikation, Lobby, 5. Mai (Befreiungstag) und Nikolaustag | seit dem 16. Dezember 2014 im Amt |
| Bürgermeister    | Marco Out            | parteilos (seit 2018) | administrative Koordination, allgemein verwaltungstechnische und rechtliche Angelegenheiten, öffentliche Ordnung und Sicherheit, Feuerwehr, Sicherheitsbereich, Polizei, gesetzliche Aufgaben/Bürgerangelegenheiten, Botschafterfunktion, Geschäftsführung SNN, Kommunikation, Lobby, 5. Mai (Befreiungstag) und Nikolaustag | seit dem 16. Dezember 2014 im Amt |
| Beigeordnete     | Harmke Vlieg-Kempe   | ChristenUnie          | Sozialwesen (Jugend, Sozialhilfegesetz, Pflege und Wohl, Armut), Bildung und Anschluss an den Arbeitsmarkt, Gesundheit und Prävention, Verkehr und Transport, Personal und Organisation, Kontakte/Account-Halter anderer Behörden und Regionssicht                                                                           | —                                 |
| Beigeordnete     | Gea Smith            | GroenLinks            | Nachhaltigkeit und Energiewende, Umwelt (Genehmigung und Vollzug), administrative und amtliche Erneuerung, Deregulierung, Behördenpartizipation, Partizipationspolitik, Kultur und -zentrum DNK, Antidiskriminierung und Minderheiten, Wohnen                                                                                | —                                 |
| Beigeordnete     | Janna Booij-Venekamp | Stadspartij PLOP      | Raumplanung und Wohnungswesen, Stadterneuerung, Denkmalpflege, Grün, Grau und öffentliche Beschäftigungen, Erholung und Tourismus, Sport, Gebietsgezieltes/Bezirkspolitik, mein Viertel Assen, öffentliche Dienstleistung | —                                 |
| Beigeordnete     | Roald Leemrijse      | VVD                   | Finanzen, wirtschaftliche Angelegenheiten, Innenstadt, Arbeitsmöglichkeiten, TRZ, Bodengewerbe und Immobilien, Veranstaltungen und Märkte | —                                 |
| Gemeindesekretär | Theo Dijkstra        | —                     | — | seit Juni 2015 im Amt             |

### Städtepartnerschaften
Partnerstädte von Assen sind oder waren Bad Bentheim in Niedersachsen (1959–2009), Posen in Polen und die Gemeinde Naledi mit der Stadt Vryburg in der Republik Südafrika (seit 1999).

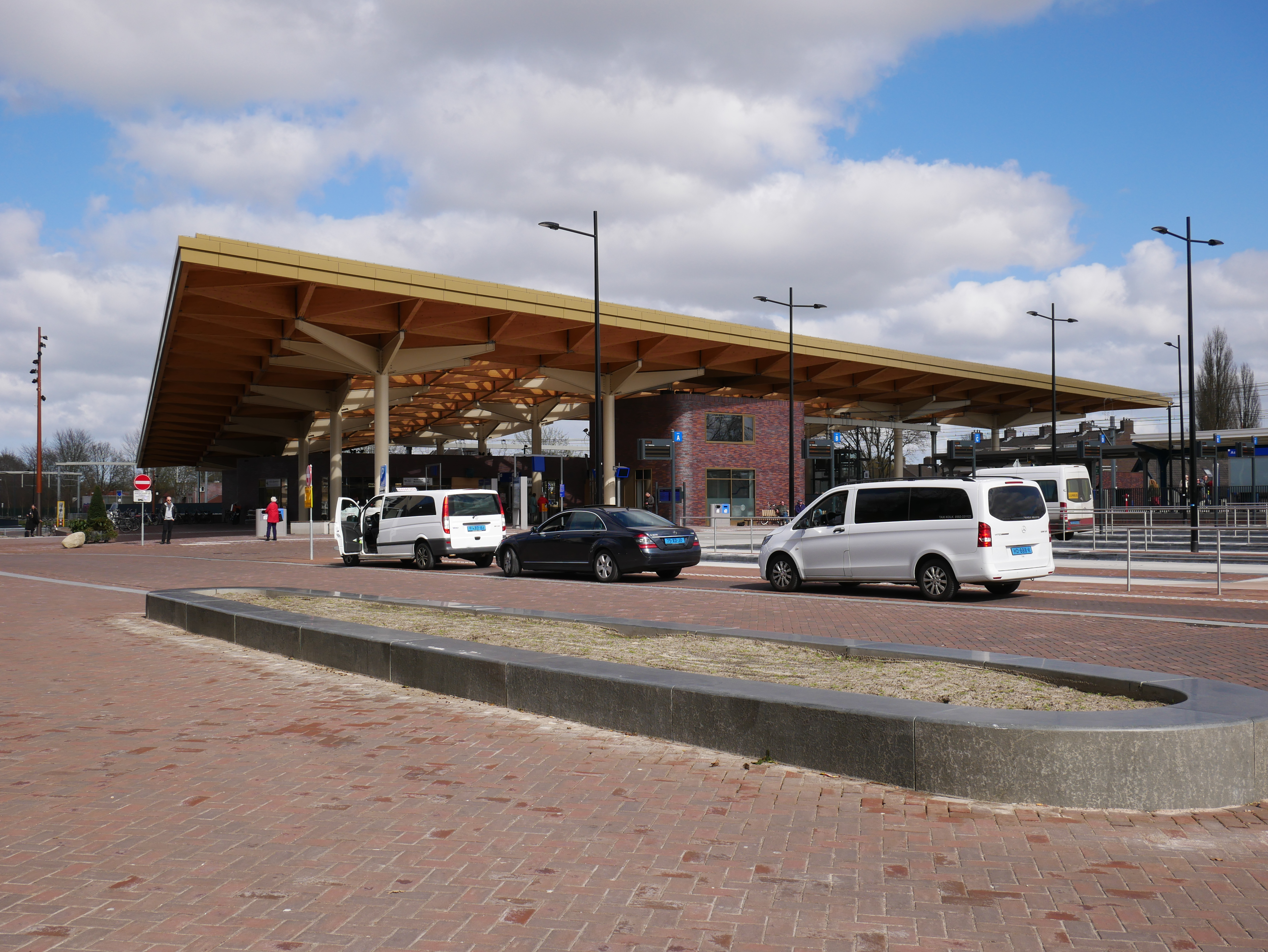
Bahnhof Assen

## Verkehr
Der Bahnhof Assen liegt an der Bahnstrecke Zwolle–Groningen. Es bestehen Busverbindungen nach Groningen, Winschoten, Drachten, Meppel, Emmen und Stadskanaal. Assen liegt außerdem an den wichtigen Binnenschifffahrtsverbindungen Noord-Willemskanaal und Drentsche Hoofdvaart.

## Kultur und Sehenswürdigkeiten

### Sehenswürdigkeiten

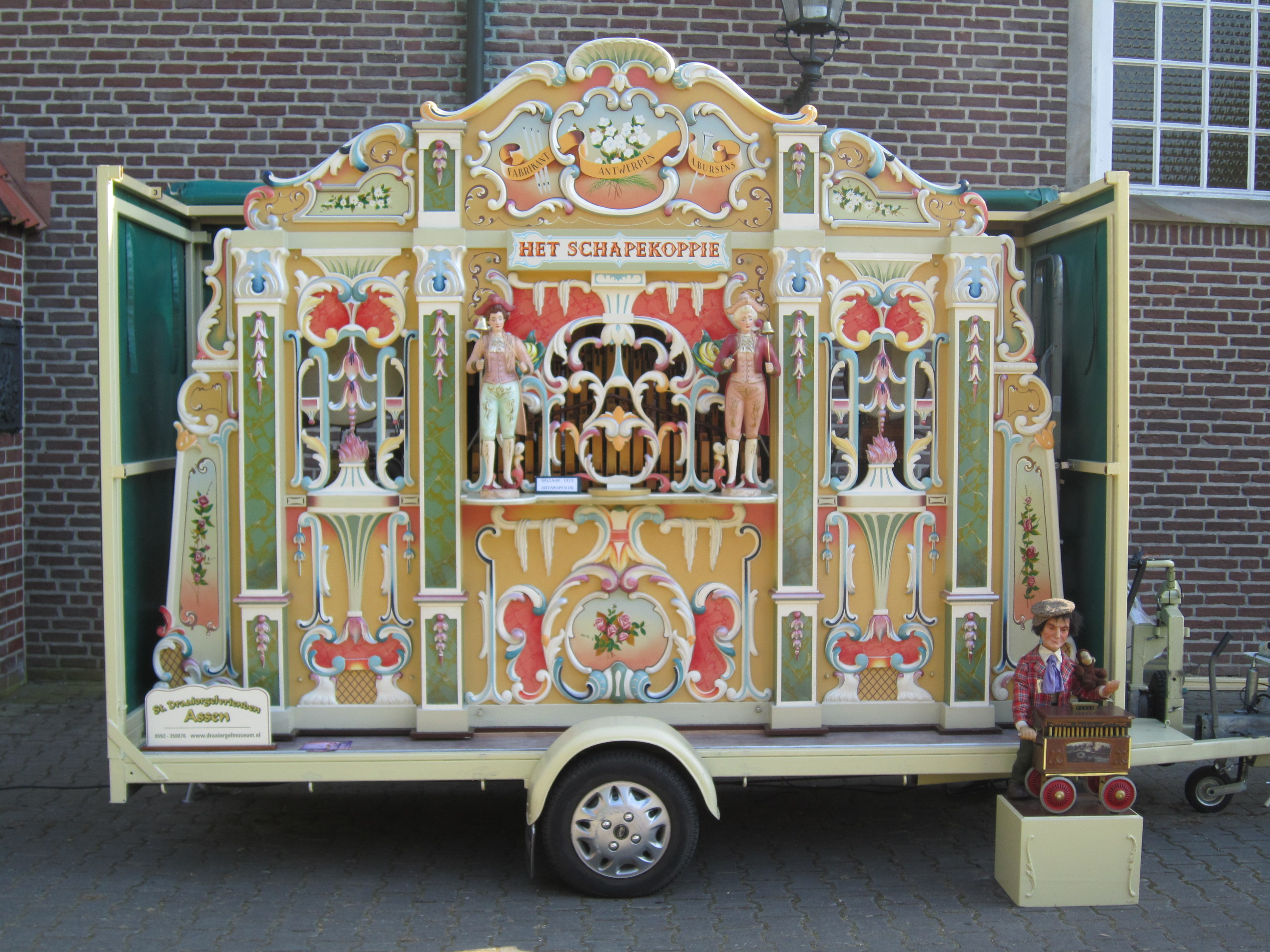
Vom Drents Museum ausgeliehene Drehorgel aus dem Jahr 1910 auf dem „Korn- und Hansemarkt“ in Haselünne im September 2012

Auf dem Vorhof des ehemaligen Klosters befindet sich im ehemaligen Provinzhaus heute das Drents Museum, weiter das Reichsarchiv und die Abteikirche. An der Noordelijker Straße steht der neoklassizistische Justizpalast. Um 1900 wurde die Johan-Willem-Friso-Kaserne errichtet, die heute noch als solche genutzt wird.
Bis 2008 wurde in der Rode Kerklaan ein Drehorgelmuseum mit regelmäßigen, mehrstündigen Konzerten betrieben. Die Exponate des Museums werden für auswärtige Veranstaltungen ausgeliehen. Nach neuen Räumlichkeiten für das Museum wird gesucht.

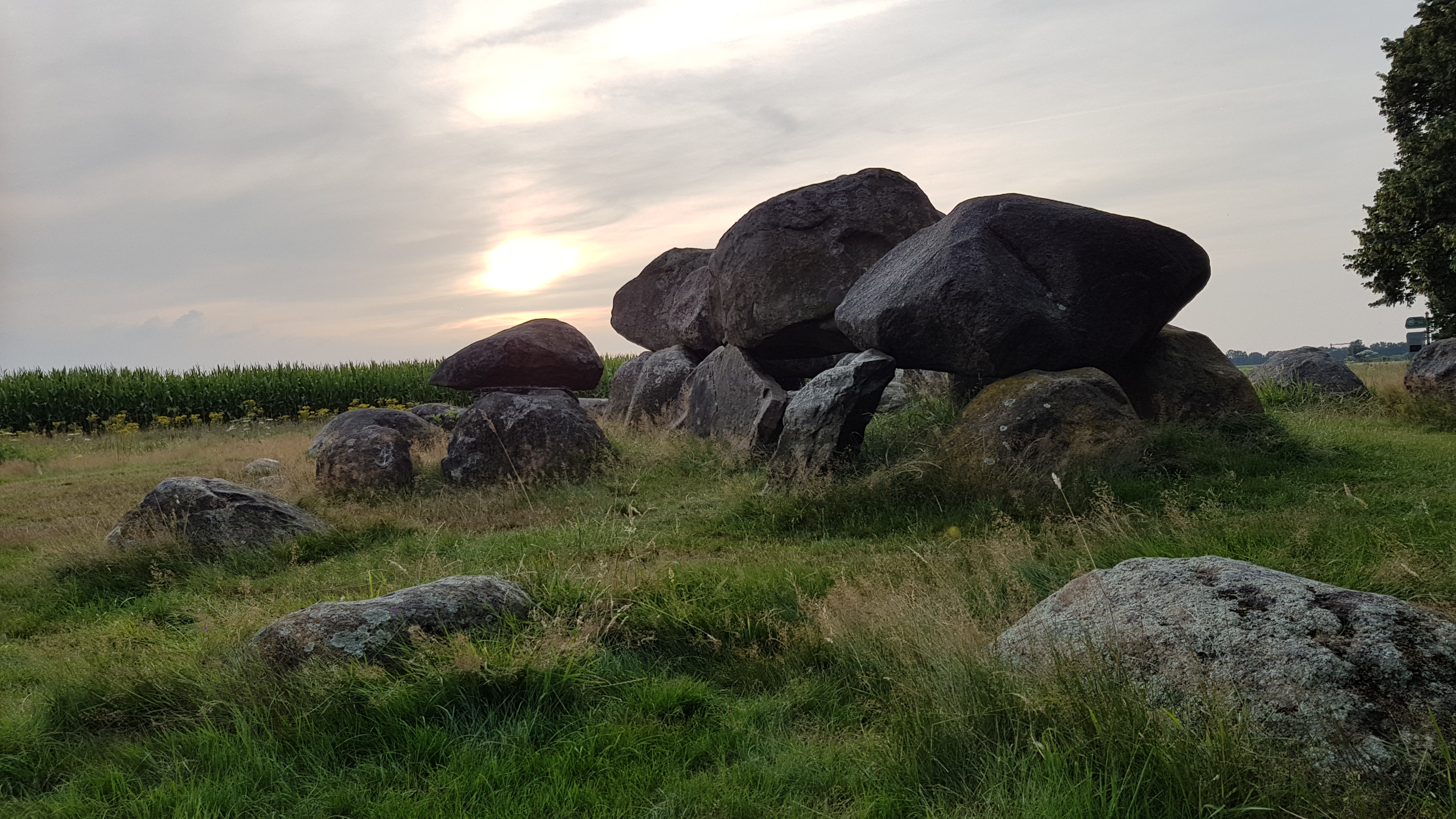
Großsteingrab Loon

Im Ortsteil Loon befindet sich ein jungsteinzeitliches Großsteingrab.

### Sport
Assen ist bekannt für den Motorradsport (Dutch TT) auf dem TT Circuit Assen und früher auch für Eisspeedway in „De Bonte Wever“ (früher „De Smelt“), welches mittlerweile nach Heerenveen verlegt wurde. 1973 fand die erste ISU-Juniorenmeisterschaft im Eisschnelllauf in Assen statt. Auch fanden hier, mit dem niederländischen Badmintonverband als Organisator, die Ausgaben 2008 bis 2010 des Badminton Europe Circuit Finalturnieres statt. 2003 fanden in Assen die 1. Para Leichtathletik-Europameisterschaften statt, und 2006 die IPC-Leichtathletik-Weltmeisterschaften.

## Söhne und Töchter der Stadt
- Johannes Alberti (1698–1762), reformierter Theologe und Philologe
- Hendrik Jan Smidt (1831–1917), Politiker
- Anthonij Ewoud Jan Bertling (1860–1945), Finanzbeamter und Politiker
- August von Galen (1866–1912), deutscher Landrat
- Catharina Anna Maria de Savornin Lohman (1868–1930), Schriftstellerin
- Jan Fabricius (1871–1964), Dramatiker und Journalist
- Jan Donner (1891–1981), Jurist und Politiker
- Jan Somer (1899–1979), Offizier und Widerstandskämpfer
- Louis Henri Somer (1901–1966), Musiker und Komponist
- Anne de Vries (1904–1964), Schriftsteller
- Jan Smallenbroek (1909–1974), Politiker
- Henk Feldmeijer (1910–1945), niederländischer nationalsozialistischer Politiker und Angehöriger der Waffen-SS
- Miep Diekmann (1925–2017), Schriftstellerin
- Eppie Wietzes (1938–2020), kanadischer Autorennfahrer
- Harry Muskee (1941–2011), Musiker
- Johan Bontekoe (1943–2006), Schwimmer
- Klenie Bimolt (* 1945), Schwimmerin
- Olga Zuiderhoek (* 1946), Schauspielerin
- Rudolf Bekink (* 1950), Diplomat
- Egbert Streuer (* 1954), Motorradrennfahrer
- Willem Schuth (* 1954), Politiker
- Hans Spaan (* 1958), Motorradrennfahrer
- Arjan Jagt (* 1966), Radrennfahrer
- Peter Hoekstra (* 1973), Fußballspieler
- Bas Roorda (* 1973), Fußballtorhüter
- Timothy Beck (* 1977), Sprinter und Bobfahrer
- Nelleke Vedelaar (* 1977), Politiker
- Sergio van Dijk (* 1982), indonesisch-niederländischer Fußballspieler
- Olfert Molenhuis (* 1983), Langstreckenläufer
- Marc de Maar (* 1984), Radsportler
- Inge Dekker (* 1985), Schwimmerin
- Boy Westerhof (* 1985), Tennisspieler
- Laura Dijkema (* 1990), Volleyballspielerin
- Daley Sinkgraven (* 1995), Fußballspieler
- Richairo Živković (* 1996), Fußballspieler
- Nick Smidt (* 1997), Leichtathlet
- Walid Khan (* 1999), Motorradrennfahrer
- Jorinde van Klinken (* 2000), Leichtathletin
- Maike van der Duin (* 2001), Radsportlerin
- Marloes Hoitzing (* 2001), Handballspielerin
- Britt Weerman (* 2003), Hochspringerin